# Гачконосець зеленіючий
Гачконосець зеленіючий (Oncophorus virens) — вид мохів порядку дикранальних (Dicranales).

## Поширення
Батьківщиною є Європа, Північна Америка, Азія.
Населяє вологе каміння, гнилі колоди або ґрунт.

## Характеристика
Рослини в пухких пучках, від зелених до жовто-коричневих. Стебла 1–5(8) см. Листки яйцювато-ланцетні, поступово звужуються від яйцюватої основи, іноді грубо зубчасті зверху, 2.5–5 мм, кілюваті дистально. Коробочкові ніжки (7)10–20(22) мм. Коробочка жовто-коричнева, у висиханні злегка борозниста, 1.5–2 мм. Спори 18–25 мкм. Коробочки дозрівають в кінці весни — на початку літа.